# Ku’damm 63
Ku’damm 63 ist ein dreiteiliger deutscher Fernsehfilm, der als Fortsetzung von Ku’damm 56 und Ku’damm 59 produziert wurde. Er wurde am 20. März 2021 in der ZDFmediathek erstveröffentlicht und ab dem 21. März 2021 im ZDF gesendet. Am 6. Dezember 2022 wurde bekannt gegeben, dass die Fortsetzung den Titel Ku’damm 77 tragen wird und damit einen großen Zeitsprung zwischen den Teilen darstellt.

## Handlung

### Teil 1
Berlin, Weihnachten 1962: alle Familien der erwachsenen Töchter von Tanzschulbesitzerin Caterina Schöllack feiern gemeinsam bei ihr Heiligabend. Es ist eher hektisch und die Stimmung wenig besinnlich. Dann verbrennt der Braten im Ofen, der geschmückte Weihnachtsbaum fällt um wegen eines aufgerissenen Fensters. Auf dem Weg zur Currywurstbude wird Caterina Schöllack von einem Bus angefahren und schwer verletzt. Monika und Joachim freuen sich darüber, dass Monika schwanger ist, aber diese verliert nach einer durchtanzten Silvesternacht ihr Kind.
Helga, die sich um die Tanzschule kümmert, während ihre Mutter im Krankenhaus ist, stellt einen Tanzlehrer aus Argentinien für lateinamerikanische Tänze ein, dem sie später näher kommt.
Wolfgang plädiert als Staatsanwalt auf eine harte Zuchthausstrafe für einen jungen Homosexuellen, der sich daraufhin umbringt.
Caterina trifft bei der Krankengymnastik Fritz Assmann wieder. Sie ist enttäuscht, als der sie am Ende seiner Therapie einfach stehen lässt, als er von ihr erfährt, dass er schon lange ein Enkelkind hat: Dorli.
Caterina bekommt einen Streit zwischen Eva und ihrem Mann Jürgen Fassbender mit. Eva erzählt ihr, was Jürgen ihr angetan hat, und dass sie ein gut verstecktes Tonband als Beweis hat. Aufgrund einer Formulierung von Eva kommt Caterina auf das Versteck des Tonbands: es ist in der Tanzschule.

### Teil 2
Joachim verschließt sich mehr und mehr. Monika steht dieser depressiven Stimmung ihres Mannes hilflos gegenüber. Es kommt zum Streit, weil Joachim als Ausweg seine Rückkehr in die Franck-Werke wählt.
Caterina sucht Jürgen Fassbender auf und verlangt von ihm, sich scheiden zu lassen und Eva dabei großzügig abzufinden. Dieser reagiert jedoch mit einem Rauswurf Evas. Eva bemüht sich, wieder als Krankenschwester zu arbeiten, wird aber kompromittiert. Sie verliert nach einem Trickdiebstahl ihren erst vor kurzen angenommenen Job als Kellnerin und versucht, nachts heimlich ihre Wertsachen aus der Fassbender-Villa zu holen. Fassbender ertappt Eva bei ihrer unwürdigen Rückkehr und kann auftrumpfen.
Freddy erlebt, wie seine Bar verwüstet und mit einem Hakenkreuz beschmiert wird. Er selbst wird zusammengeschlagen, aber dieser Überfall wird lediglich als Sachbeschädigung eingestuft.
Die Sängerin Hannelore Lay sucht einen Song für ihre Teilnahme am Grand Prix. Caterina lädt sie deshalb zu einem familiären Essen ein, um Monika ins Gespräch zu bringen. Dabei kommt es zwischen Caterina und der Sängerin zu gegenseitigen Vorwürfen wegen ihrer konträren Haltungen während der Nazi- und Nachkriegszeit.
Wolfgang gerät nach dem Selbstmord des jungen Homosexuellen in einen inneren Zwiespalt und reicht sein Rücktrittsgesuch ein, das jedoch abgelehnt wird. Helga gesteht Wolfgang das Verhältnis mit dem Tanzlehrer Amando. Wolfgang beginnt, nach seiner verlorenen Liebe, Hans Liebknecht, in Ost-Berlin zu suchen.
Hannelore Lay gibt Monikas Song als eigenes Werk aus. Ein zweiter Song Lays ist ebenfalls ein Plagiat. Monika erreicht, dass sie selbst mit einem weiteren Song am Wettbewerb teilnehmen darf. Gleichzeitig erfährt sie, dass Freddy, der sich in Berlin zunehmend unwohler fühlt, nach London ziehen wird.
Am Tag des Besuchs von John F. Kennedy in West-Berlin fängt Joachim Monika ab und überredet sie zu einem Kurztrip an die Ostsee. An der Küste lieben sich die beiden im Auto. Am nächsten Morgen sagt er Monika, dass er noch etwas bleiben möchte. Monika fährt alleine los. Joachim entscheidet sich für den Freitod in der Ostsee.

### Teil 3
Während weder Monikas Mutter, die sich wieder ganz der Tanzschule widmet, noch ihre Schwestern und nicht einmal ihr Vater Fritz Assmann einen Zugang zu ihr finden, ist es schließlich der kurzfristig aus London zurückgekehrte Freddy, der Monika wieder Halt gibt, indem er sich um die gemeinsame Tochter Dorli kümmert. Nachdem Monika als Joachims Alleinerbin an einer Sitzung in den Franck-Werken teilnimmt und sich in ihrer Verzweiflung ausgerechnet von dem intriganten Vorstandsmitglied Junkers erstmals richtig verstanden fühlt, dessen Bruder sich ebenfalls wegen Depression das Leben genommen hatte, schafft sie es sogar, die Kraft zum Komponieren eines neuen Stückes zu finden. Mit diesem begeistert sie das Publikum und sendet gleichzeitig eine große Liebeserklärung an den verstorbenen Joachim, von dem sie erneut schwanger ist. Dennoch gewinnen den Vorentscheid weder Monika noch Hannelore Lay.
Als Helga sich weigert, ihre Affäre mit Tanzlehrer Amando zu beenden, kündigt Caterina dem Tanzlehrer und findet ihn mit Geld ab. Er verlässt fluchtartig die Stadt, Helga findet keine Spur mehr von ihm. Helga erklärt Wolfgang daraufhin, dass sie es war, die der Stasi Hans Liebknechts Fluchtvorhaben aus Ost-Berlin meldete. Wolfgang ist erschüttert, obwohl er das Handeln seiner Frau versteht. Er macht sich in Ost-Berlin auf die Suche nach Hans, der in einer Chemiefabrik arbeiten muss, und gesteht ihm erneut seine Liebe. Da Hans sein Land nicht verlassen will, um weiter gegen die Stasi zu kämpfen, verabschiedet sich Wolfgang von Helga und geht zu seinem Geliebten in die DDR.
Bei einem Familienessen lässt Helga eine gewaltige Schimpftirade gegenüber ihrer Mutter ab, durch die sie sich gleichzeitig zum ersten Mal von dem Druck ihrer Mutter befreit fühlt.
Eva stößt während eines Streits Fassbender die Treppe hinunter, der am Genickbruch stirbt. Sie wird festgenommen und vor Gericht gestellt. Bei der Gerichtsverhandlung interveniert Caterina, indem sie die Schuld an Evas Zwangslage auf sich nimmt und das Tonband ins Spiel bringt. Es wird als Beweismittel nicht zugelassen, aber überprüft. Schließlich wird Eva zu drei Jahren Gefängnis wegen schwerer Körperverletzung mit Todesfolge verurteilt.
Monika überträgt mit Junkers‘ Unterstützung ihre Anteile an den Franck-Werken auf den Fonds für psychische Erkrankungen und begibt sich mit Dorli wieder in Freddys Nähe zurück in seinen Club, welchen sie ihm inzwischen abgekauft hat. Während Helga die Tanzschule übernimmt, fahren Caterina und Fritz Assmann zur Erholung nach Italien – auch damit Caterina lernt, ihre Töchter endlich loszulassen.

## Produktion
Die Dreharbeiten begannen am 10. Februar 2020, wurden im März pandemiebedingt unterbrochen und ab September bis zum 8. Oktober 2020 fortgesetzt.

## Rezeption

### Kritiken
„Das Team hinter der ‚Ku’damm‘-Trilogie hat schon früh eine Art Extrahierung von Zeitgeschichte im Stile der Serien betrieben, die auf US-Streamingdiensten wie Netflix laufen […]. Es wird detailsatt die damalige Zeit nachgestellt – aber aus einem heutigen Bewusstsein. So wird in ‚Ku’damm‘ das historische Setting genutzt für Themen wie Patchwork-Familien, weibliche Selbstermächtigung oder schwule Selbstfindung.“

### Einschaltquoten
Der Film erreichte an allen drei Ausstrahlungstagen gute Quoten für das ZDF.
| Datum         | Zuschauer (gesamt) | Marktanteil | Zuschauer (14- bis 49-Jährige) | Marktanteil (14- bis 49-Jährige) |
| ------------- | ------------------ | ----------- | ------------------------------ | -------------------------------- |
| 21. März 2021 | 5,24 Millionen     | 14,7 %      | 0,77 Millionen                 | 7,6 %                            |
| 22. März 2021 | 5,43 Millionen     | 16,5 %      | 0,81 Millionen                 | 9,0 %                            |
| 24. März 2021 | 4,79 Millionen     | 15,1 %      | 0,57 Millionen                 | 6,6 %                            |